# Piracema
 (juillet 2016).
Pour l’article homonyme, voir Piracema (Minas Gerais).
La piracema est un mouvement de migration d'espèces en Amérique du Sud.
À la saison des pluies à partir du mois de décembre de fortes pluies s'abattent en quelques mois sur la région humide
du Pantanal située principalement au Sud-Ouest du Brésil.
Après une saison sèche éprouvante, les espèces de cette région se mettent en route vers leur lieu de reproduction au nord du Pantanal. Les crues des fleuves Paraguay et Paraná ainsi que les fortes précipitations font monter le niveau de l'eau de près de 5 mètres, bouleversant le paysage de la région.

## Sources
- L'Amérique latine des paradis naturels, documentaire TV Arte[réf. incomplète]